# تيتراميثرين
تيتراميثرين (بالإنجليزية: Tetramethrin)‏ مبيد حشري صناعي فعّال ضمن عائلة بيريثرويد، وهي مواد صلبة بلورية تنصهر عندَ 65-80 درجة سليسيوس. المُنتج التجاري عبارة عن خليط من التصاوغات الفراغية.
تُستعمل غالبًا كمبيد حشرات، حيثُ تؤثر على الجهاز العصبي للحشرة. يتواجد في العديد من المبيدات الحشرية المنزلية.